# Prvenstvo Hrvatske u hokeju na travi 2018./19.
Prvenstvo Hrvatske u hokeju na travi za sezonu 2018./19. je osvojila momčad Zeline iz Svetog Ivana Zeline.

## Prva liga

### Sudionici
- Concordia 1906 - Zagreb
- Jedinstvo - Zagreb
- Marathon - Zagreb
- Mladost - Zagreb
- Mladost II - Zagreb
- Trešnjevka - Zagreb
- Zelina - Sveti Ivan Zelina
- Zrinjevac - Zagreb

### Ljestvica
| mj | klub           | ut | pob | neod | por | gol+ | gol- | bod | bod- |             |
| -- | -------------- | -- | --- | ---- | --- | ---- | ---- | --- | ---- | ----------- |
| 1. | Zelina         | 14 | 12  | 0    | 2   | 93   | 29   | 36  |      | doigravanje |
| 2. | Mladost        | 14 | 11  | 1    | 2   | 63   | 20   | 34  |      | doigravanje |
| 3. | Trešnjevka     | 14 | 10  | 1    | 3   | 69   | 36   | 31  |      | doigravanje |
| 4. | Marathon       | 14 | 10  | 0    | 4   | 45   | 26   | 30  |      | doigravanje |
| 5. | Zrinjevac      | 14 | 4   | 1    | 9   | 38   | 58   | 13  |      |             |
| 6. | Concordia 1906 | 14 | 4   | 0    | 10  | 21   | 65   | 10  | -2   |             |
| 7. | Mladost II     | 14 | 2   | 0    | 12  | 17   | 64   | 6   |      |             |
| 8. | Jedinstvo      | 14 | 1   | 1    | 12  | 18   | 66   | 4   |      |             |

### Rezultatska križaljka
| kratica | klub           | CON | JED | MAR | MLA1 | MLA2 | TRE | ZEL | ZRI |
| --- | -------------- | --- | --- | --- | ---- | ---- | --- | --- | --- |
| CON | Concordia 1906 |     |     |     |      |      |     |     |     |
| JED | Jedinstvo      |     |     |     |      |      |     |     |     |
| MAR | Marathon       |     |     |     |      |      |     |     |     |
| MLA1 | Mladost        |     |     |     |      |      |     |     |     |
| MLA2 | Mladost II     |     |     |     |      |      |     |     |     |
| TRE | Trešnjevka     |     |     |     |      |      |     |     |     |
| ZEL | Zelina         |     |     |     |      |      |     |     |     |
| ZRI | Zrinjevac      |     |     |     |      |      |     |     |     |
| |                |     |     |     |      |      |     |     |     |
| podebljan rezultat - utakmice od 1. do 7. kola (1. utakmica između klubova) rezultat normalne debljine - utakmice od 8. do 14. kola (2. utakmica između klubova) rezultat nakošen - nije vidljiv redoslijed odigravanja međusobnih utakmica iz dostupnih izvora |                |     |     |     |      |      |     |     |     |

 Izvori: 

### Doigravanje
Utakmice poluzavršnice igrane 1. lipnja, a za plasman 2. lipnja 2019. godine. 
| klub1         | rezultati     | klub2         | napomene                |
| poluzavršnica | poluzavršnica | poluzavršnica | poluzavršnica           |
| ------------- | ------------- | ------------- | ----------------------- |
| Mladost       | 3:1           | Trešnjevka    |                         |
| Zelina        | 5:0           | Marathon      |                         |
|               |               |               |                         |
| za 3. mjesto  |               |               |                         |
| Trešnjevka    | 2:6           | Marathon      |                         |
|               |               |               |                         |
| za prvaka     |               |               |                         |
| Zelina        | 3:2           | Mladost       | "Zelina" prvak Hrvatske |

### Konačni poredak
| mj | klub           |
| -- | -------------- |
| 1. | Zelina         |
| 2. | Mladost        |
| 3. | Marathon       |
| 4. | Trešnjevka     |
| 5. | Zrinjevac      |
| 6. | Concoedia 1906 |
| 7. | Mladost II     |
| 8. | Jedinstvo      |

## Vanjske poveznice
- Hrvatski hokejski savez
- hhs-chf.hr, Prvenstvo Hrvatske za seniore i seniorke